# Рисмен, Джордж
Джордж Джеральд Рисмен (англ. George Gerald Reisman, /ˈriːsmən/; род. 13 января 1937, Нью-Йорк) — американский экономист, почётный профессор экономики в университете Пеппердайна, автор книги «Government Against the Economy» (1979) получившей высокую оценку Ф. А. Хайека и Генри Хэзлитта, а также книги «Capitalism: A Treatise on Economics» (1996 г.). Известен как сторонник свободного рынка и капитализма невмешательства.

## Биография
Родился в Нью-Йорке и окончил Колумбийский колледж в 1957 году. Будучи второкурсником в 1954 году, поддерживал сенатора Джозефа Маккарти и выступал на торжественном обеде перед главным помощником Маккарти Роем Коном после отставки последнего.
Получил докторскую степень в Нью-Йоркском университете под руководством Людвига фон Мизеса. Перевёл на английский методологический труд Мизеса «The Epistemological Problems of Economics».
В 1980-х годах вместе со своей женой, психологом Эдит Пакер, организовал Школу философии, экономики и психологии Джефферсона, которая провела несколько конференций и семинаров, первый из которых состоялся в Калифорнийском университете в Сан-Диего.
Является последователем Айн Рэнд, влияние которой он приравнивает к влиянию своего научного руководителя Людвига фон Мизеса.